# Musei del Canton Grigioni
I musei del Canton Grigioni costituiscono un patrimonio culturale variegato e di grande rilevanza, distribuito capillarmente nel Canton Grigioni, la regione sud-orientale della Svizzera. Essi riflettono la complessa storia linguistica, artistica e sociale del cantone, caratterizzato dalla coesistenza di comunità germanofone, italofone e romanciofone. Accanto ai musei d'arte e ai musei storici, sono presenti istituzioni dedicate all'etnografia, all'archeologia, alla cultura alpina, alla tecnologia e alla memoria locale. Questa rete museale svolge un ruolo fondamentale nella conservazione e nella valorizzazione delle tradizioni, delle testimonianze storiche e delle espressioni artistiche che contraddistinguono il Canton Grigioni.

## Musei del Canton Grigioni
Il Canton Grigioni, situato nella Svizzera orientale, è un territorio caratterizzato da una straordinaria ricchezza culturale e linguistica. Con tre lingue ufficiali—italiano, tedesco e romancio—e una storia che affonda le radici nell'antichità, i Grigioni rappresentano un crocevia di culture alpine e un esempio unico di convivenza e diversità.
Questa pluralità si riflette in un patrimonio museale variegato e diffuso, che comprende oltre ottanta istituzioni tra musei d'arte, etnografici, storici, scientifici, case museo, castelli e gallerie. Questi musei non solo conservano e valorizzano la memoria storica e artistica del cantone, ma svolgono anche un ruolo attivo nella promozione della cultura contemporanea e nella formazione del pubblico.
Tra le istituzioni più rappresentative spicca il Museo d'arte dei Grigioni a Coira, che ospita una collezione di circa 8.000 opere, tra cui lavori di artisti di fama internazionale come Angelika Kauffmann, Ernst Ludwig Kirchner e la famiglia Giacometti. Dal 2016, grazie all'ampliamento progettato dagli architetti Barozzi Veiga, il museo ha raddoppiato gli spazi espositivi, consolidando il suo ruolo di centro culturale di riferimento a livello nazionale e internazionale.
Un altro esempio significativo è il Museo retico di Coira, che documenta la storia dei Grigioni dalle origini ai giorni nostri, offrendo una panoramica completa dell'evoluzione culturale e sociale della regione.
La varietà e la distribuzione dei musei nel territorio grigionese testimoniano l'impegno del cantone nella salvaguardia e nella promozione del proprio patrimonio culturale, rendendo i Grigioni una meta privilegiata per gli appassionati di storia, arte e tradizioni alpine.

## Elenco dei musei
L'elenco che segue presenta una panoramica dei musei situati nel Canton Grigioni, suddivisi per località e tipologia. Ogni voce include il nome del museo, la sede e il tipo di istituzione, con eventualmente con immagini illustrative.
| Immagine | Nome                                        | Sede              | Tipo di museo                                  | Sito ufficiale |
| -------- | ------------------------------------------- | ----------------- | ---------------------------------------------- | -------------- |
|          | Ciäsa granda                                | Bregaglia         | museo d'arte                                   |                |
|          | Graubünden Art Museum                       | Coira             | museo d'arte                                   | Sito ufficiale |
|          | Museo Retico                                | Coira             | museo d'arte museo etnografico museo storico   | Sito ufficiale |
|          | Museo della natura dei Grigioni             | Coira             | museo di storia naturale                       |                |
|          | Museo del Tesoro della Cattedrale di Coira  | Coira             | museo d'arte museo storico                     |                |
|          | Würth Forum                                 | Coira             | museo d'arte                                   |                |
|          | Scavi romani                                | Coira             | museo storico sito archeologico                |                |
|          | Museo della preistoria                      | Coira             | museo storico                                  |                |
|          | Greisinger Museum                           | Coira             | museo specializzato                            | Sito ufficiale |
|          | Castello di Haldenstein                     | Coira             | castello                                       |                |
|          | Museo della viticultura "Torculum"          | Coira             | museo specializzato                            |                |
|          | Museo della macchina da cucire              | Coira             | museo specializzato                            |                |
|          | Museo della polizia                         | Coira             | museo specializzato                            |                |
|          | Galleria d'arte comunale                    | Coira             | galleria d'arte                                |                |
|          | Galleria d'arte Solcà                       | Coira             | galleria d'arte                                | Sito ufficiale |
|          | Galleria d'arte Luciano Fasciati            | Coira             | galleria d'arte                                |                |
|          | Galleria d'arte Fravi Domat/Ems             | Coira             | galleria d'arte                                | Sito ufficiale |
|          | Galleria d'arte OKRO Design & Craft         | Coira             | galleria d'arte                                | Sito ufficiale |
|          | Reichenau Castle                            | Coira             | castello                                       | Sito ufficiale |
|          | Mulino di Coira                             | Coira             | museo specializzato                            |                |
|          | Alti Sagi Tschiertschen                     | Coira             | museo specializzato                            |                |
|          | Chiesa di Santo Stefano                     | Coira             | museo storico                                  |                |
|          | The thirteen                                | Coira             | museo d'arte                                   |                |
|          | Museo della fortezza di Crestawald          | Filisur           | museo storico                                  | Sito ufficiale |
|          | Museo minerario dei Grigioni                | Davos Platz       | museo specializzato                            |                |
|          | Alpinum Schatzalp                           | Davos Platz       | giardino botanico                              |                |
|          | Museo Kirchner                              | Davos Platz       | museo d'arte                                   | Sito ufficiale |
|          | Museo della medicina                        | Davos Platz       | museo specializzato                            |                |
|          | Museo degli sport invernali                 | Davos Platz       | museo specializzato                            |                |
|          | Museo Heimat                                | Davos Dorf        | museo etnografico museo storico                |                |
|          | Museo del villaggio di Wiesen               | Davos-Wiesen      | museo etnografico                              | Sito ufficiale |
|          | Planta House                                | Ardez             | museo d'arte                                   |                |
|          | Museo Alpino                                | Pontresina        | museo d'arte museo specializzato museo storico | Sito ufficiale |
|          | Mulino di Mülliweg                          | Klosters          | museo specializzato                            |                |
|          | Museo Nutli-Hüschi                          | Klosters          | edificio museo etnografico museo storico       |                |
|          | Schröders Schmiede                          | Klosters          | museo specializzato                            |                |
|          | Museo del tennis                            | Klosters          | museo specializzato                            | Sito ufficiale |
|          | Museo del bob                               | Celerina          | museo specializzato                            |                |
|          | Centro del Parco Nazionale di Zernez        | Zernez            | museo specializzato                            |                |
|          | Fortezia Stalusa                            | Disentis          | edificio museo specializzato museo storico     | Sito ufficiale |
|          | Museo del Monastero di Disentis             | Disentis          | museo storico museo specializzato              |                |
|          | Mineralienmuseum Cristallina                | Disentis          | museo specializzato                            |                |
|          | Museo ferroviario dell'Albula               | Bergün            | museo specializzato                            | Sito ufficiale |
|          | Museo Sursilvan Cuort Ligia Grischa         | Trun              | museo d'arte                                   |                |
|          | Museo «La Truaisch»                         | Sedrun            | museo etnografico                              | Sito ufficiale |
|          | Casa d'Angel                                | Lumbrein          | museo d'arte                                   |                |
|          | Mulino Werkstätte Gebrüder Giger            | Schnaus           | museo specializzato                            |                |
|          | Museo Susch                                 | Susch             | museo d'arte                                   | Sito ufficiale |
|          | Museo Meister da Vuorz                      | Waltensburg/Vuorz | museo storico                                  | Sito ufficiale |
|          | Museo Regionale Surselva                    | Ilanz             | museo etnografico                              | Sito ufficiale |
|          | Fabbrica di ossigeno di Ilanz               | Ilanz             | museo specializzato                            |                |
|          | Museo Laax                                  | Laax              | museo etnografico                              | Sito ufficiale |
|          | Das Gelbe Haus                              | Flims             | museo d'arte                                   |                |
|          | Museo della Fortezza di Sperre              | Trin              | museo storico                                  | Sito ufficiale |
|          | Schiefertafelfabrik                         | Elm               | museo specializzato                            | Sito ufficiale |
|          | UNESCO World Heritage TectonicArena Sardona | Sardona           | ecomuseo                                       | Sito ufficiale |
|          | Monte San Giovanni                          | Sils im Domleschg | ecomuseo                                       | Sito ufficiale |
|          | Casa di Nietzsche                           | Sils im Engadin   | casa museo                                     |                |
|          | Cheva Plattas da Fex                        | Sils im Engadin   | museo storico                                  |                |
|          | NOT VITAL                                   | Sils im Engadin   | museo d'arte                                   | Sito ufficiale |
|          | Museo locale di Obermutten                  | Mutten            | museo etnografico                              |                |
|          | Museo Poschiavino                           | Poschiavo         | museo etnografico                              | Sito ufficiale |
|          | Casa Tomè                                   | Poschiavo         | museo specializzato                            |                |
|          | Museo d'Arte Casa Console                   | Poschiavo         | museo d'arte                                   |                |
|          | Mulino aino                                 | San Carlo         | museo etnografico                              |                |
|          | Centro Conservativo dei Beni Culturali      | San Carlo         | museo storico                                  |                |
|          | La Suosta                                   | Madulain          | museo d'arte                                   | Sito ufficiale |
|          | Stalla Madulain                             | Madulain          | museo d'arte                                   |                |
|          | Museo Chesa Planta                          | Samedan           | giardino                                       |                |
|          | La Tuor                                     | Samedan           | museo specializzato                            | Sito ufficiale |
|          | Casa Besta                                  | Brusio            | museo etnografico                              |                |
|          | Museo Segantini                             | St. Moritz        | museo d'arte                                   | Sito ufficiale |
|          | Hauser & Wirth                              | St. Moritz        | galleria d'arte                                | Sito ufficiale |
|          | Museo Mili Weber                            | St. Moritz        | casa museo museo d'arte museo storico          | Sito ufficiale |
|          | Berry Museum                                | St. Moritz        | museo d'arte                                   | Sito ufficiale |
|          | Museo Engiadinais                           | St. Moritz        | casa museo                                     | Sito ufficiale |
|          | Forum Paracelso                             | St. Moritz        | museo specializzato                            |                |
|          | Museo Cresta & Bob                          | St. Moritz        | museo specializzato                            |                |
|          | Museo del Caffè Caferama                    | Zuoz              | museo specializzato                            |                |
|          | Monastero San Giovanni                      | Müstair           | museo specializzato                            |                |
|          | Casa Al Larasc - Vitale Ganzoni             | Maloja            | museo d'arte                                   |                |
|          | Torre Belvedere                             | Maloja            | museo di storia naturale                       |                |
|          | Parkin                                      | Sent              | museo d'arte                                   |                |